# Heimatmuseum Tribsees
Das Heimatmuseum Tribsees in Tribsees (Mecklenburg-Vorpommern, Landkreis Vorpommern-Rügen) befindet sich in der ehemaligen Präparandenanstalt, Am Kirchplatz 7.
Das Gebäude steht unter Denkmalschutz.

## Geschichte
Tribsees mit 2612 Einwohnern (2019) wurde als Burg 1140 erstmals erwähnt und war ein wichtiger westlicher Grenzübergang von Pommern-Wolgast.
Das zweigeschossige verputzte Gebäude mit einem Krüppelwalmdach war die ehemalige Königliche Präparanden-Anstalt, die als untere Stufe der Volksschullehrerausbildung 1867 von Grimmen nach Tribsees verlegt wurde.
1976 wurde die Heimatstube im Mühlentor eröffnet. Ab 1991 befand sie sich im Steintor. Nach einer umfangreichen Sanierung der ehemaligen Präparandenanstalt wurde die Heimatstube im September 2007 hier wiedereröffnet. 2009 vergab der Museumsverband M-V an die Heimatstube Tribsees aufgrund des gestiegenen Niveaus der Dauerausstellung die Berechtigung zum Führen der Bezeichnung Heimatmuseum Tribsees. Seit 2021 ist das Heimatmuseum vorübergehend geschlossen.
Ausgestellt werden zahlreiche Funde aus der Stein- und Bronzezeit, die eine Besiedlung auch von vor 5000 Jahren dokumentieren. Pokale, Innungsfahnen, Meisterbriefe, Siegel stammen von verschiedenen ansässigen Handwerksgilden. Alte Stadtsiegel, landwirtschaftliche Geräte, Fotos, Bilder des Heimatmalers Louis Douzette (1834–1924), Bücher des Dichters Heinrich Bandlow (1855–1933) sowie Schriften des protestantischen Reformtheologen und Aufklärers Johann Joachim Spalding (1714–1804) werden u. a. gezeigt.
In dem Haus ist auch die Stadtbibliothek untergebracht.
Die Präparandenanstalt Tribsees besuchten u. a. der Heimatforscher Otto Bollnow (1877–1959), der Politiker Karl Hans Kickhöffel (1889–1947) und der Schriftsteller Walter Köster (1903–1991).